# محمد الخوري
محمد الخوري (مواليد 1 يناير 1993) لاعب كرة قدم إماراتي يجيد اللعب في الهجوم .
لعب سابقاً مع أندية الجزيرة والظفرة و الأهلي وأعاره إلى بني ياس عام 2016 .

## روابط خارجية
- محمد الخوري على موقع Soccerway.com (الإنجليزية)